# Blean
Blean – wieś i civil parish w Anglii, w hrabstwie Kent, w dystrykcie Canterbury. Leży 5 km na północny zachód od miasta Canterbury i 85 km na wschód od centrum Londynu.
W 2011 roku civil parish liczyła 5589 mieszkańców. Blean jest wspomniana w Domesday Book (1086) jako Bleham.